# Venkatagiri

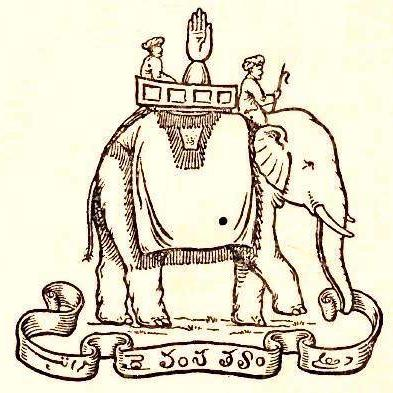
Escut de Venkatagiri; 1893.

Venkatagiri fou un estat tributari protegit del tipus zamindari al districte de Nellore (Andhra Pradesh), format pels tahsils zamidaris de Polur i Venkatagiri, els tahsils al nord de Podili i Darsi, i a més 176 pobles distribuïts per les talukes de Gildur, Kanigiri i Ongole. El peshkash o tribut del zamindari era de 426,000 rupies el 1903. La superfície era de 5.483 km² i la població s'estimava en uns 200.000 habitants. La capital era Venkatagiri (ciutat).

## Història
Segons els records de la família l'origen del zamindari fou Chevi Reddi, un cultivador de Ammanabolu a Telingana que va descobrir un tresor amagat de 9 lakhs mentre llaurava i amb la riquesa obtinguda va aconseguir accedir a la cort del raja de Warangal on els seus descendents van prosperar durant 18 generacions; vers el 1600 un membre de la família de nom Velugoti Rayudappa Nayani fou comissionat pel raja de Warangal per sotmetre a Jagga Raju, que governava la fortalesa de Venkatagiri, i va tenir èxit rebent el fort que va esdevenir el seu quarter general. El 1652 Nirvana Rayappa (Bebba Rayadu o Pedda Rayadu) el 15è descendent, va rebre l'estat de Rajam de Sher Muhammed Khan, Nawab de Chicacole, en honor del qual fou rebatejat Bebbooly, després corromput a Bobbili, i va rebre al mateix temps el títols de raja i bahadur. Bangaru Yachama Naidu I (22è descendent vers 1682) va repartir els dominis entre diversos fills, però el zamindari es va consolidar vers el 1700 amb la mort de dos o tres fills de Bangaru Yachama Naidu, reunificant altre cop el territori l'únic fill sobrevivent. Bangarui Yachama Naidu II (24è descendent) va governar fins a 1777. Sota Kumara Yachama Naidu (1777-1804) el 1802 els britànics li van reconèixer la possessió per sanad amb títol hereditari de raja. Els darrers rages foren Sarvagnya Kumara Tachendra Naidu Bahadur Garu (1848-1878) que va abdicar el 28 d'octubre de 1878 en el seu fill Gopala Krishna Yachendralu Varu (1878-1916) i va morir el 1892. Gopala fou reconegut raja hereditari el 1890. A la seva mort el 1916 el va succeir el seu fill Govinda Krishna Yachendrulu Vari Bahadir que va governar fins a la seva mort el 1937 i el va succeir el seu fill Sarvagna Kumara Krishna Bahadir que va governar del 1937 al 1953, quan els zamindaris van passar a l'estat, i va morir el 1971.